# بی‌واکی
بی‌واکی در زبان‌شناسی ویژگی صداهایی است که بدون لرزش حنجره ساخته می‌شوند. بی‌واکی از نظر واج‌شناسی در برابر واک‌داری است و آواسازی در آن رخ نمی‌دهد. الفبای آوانگاری بین‌المللی دارای حروف متمایزی برای جفت همخوان‌های واک‌دار و بی‌واک است؛ همانند [p b]، [t d]، [k ɡ]، [q ɢ]، [f v] و [s z].
حروف بی‌واک را بی‌آوا یا هَمس نیز می‌نامند.